# Stig Jutterström
Stig Åke Jutterström, född 29 april 1938 i Alfta församling i Gävleborgs län, är en svensk journalist.
Jutterström, som är filosofie kandidat, var medarbetare i Stockholms-Tidningen 1965–1966, Aftonbladet 1966–1983 och blev därefter chefredaktör för Metallarbetaren.
Han är son till flottningsförmannen Werner Jutterström och Brita, ogift Persson. Han har varit gift med Christina Jutterström (född 1940) och sedan 1970 med redaktören, fil. mag. Elisabeth Crona (född 1942), dotter till överläkaren Hugo Crona och fil. mag. Aina, ogift Petersson. Han är far till journalisten Aina Jutterström (född 1979), verksam vid TV4.